# Lago di Robièi
Der Lago di Robièi ist ein Ausgleichsbecken der Maggia Kraftwerke im Norden des Schweizer Kantons Tessins. Er hat einen Nutzinhalt von 6,5 Mio. bei einem Gesamtinhalt von 6,7 Mio. Kubikmetern und befindet sich auf 1940 m ü. M. Der in der Nähe liegende Lago del Zött ist mit einem Verbindungsstollen mit dem Lago di Robièi verbunden, sodass die beiden Seen nach dem Prinzip der kommunizierenden Gefässe miteinander verbunden sind.
Der Stausee nimmt das Unterwasser der Zentrale Altstafel auf der Walliser Seite auf, das durch einen 13 km langen Freispiegelstollen in den See geleitet wird, bevor es der Zentrale Bavona zugeführt wird. Weiter kann die Zentrale Robièi sowohl verarbeitetes Wasser aus dem Lago dei Cavagnöö, dem Lago Sfundau und dem Lago del Narèt in den See abgeben oder aber Wasser aus dem Lago di Robièi in die vorgenannten Seen hoch pumpen. Weiter speichert der See das Wasser des Basòdinogletschers, das über den Lago del Zött in den See gelangt.
Der Lago di Robièi liegt zuhinterst im Bavonatal, das zur Gemeinde Cevio gehört. Von der Ortschaft Bignasco im Maggiatal erreicht man über eine gut ausgebaute Nebenstrasse San Carlo, den hintersten Weiler im Tal, wo etwa hundert Meter oberhalb der Siedlung die Talstation der Luftseilbahn San Carlo–Robièi steht, welche zum 900 m höher gelegenen Stausee führt. Die Schwerlastseilbahn wurde 1972 für den Kraftwerksbau errichtet und dient während der Sommermonate auch dem Tourismus.  Die Staumauer kann besichtigt werden.